# Andrzej Wajda

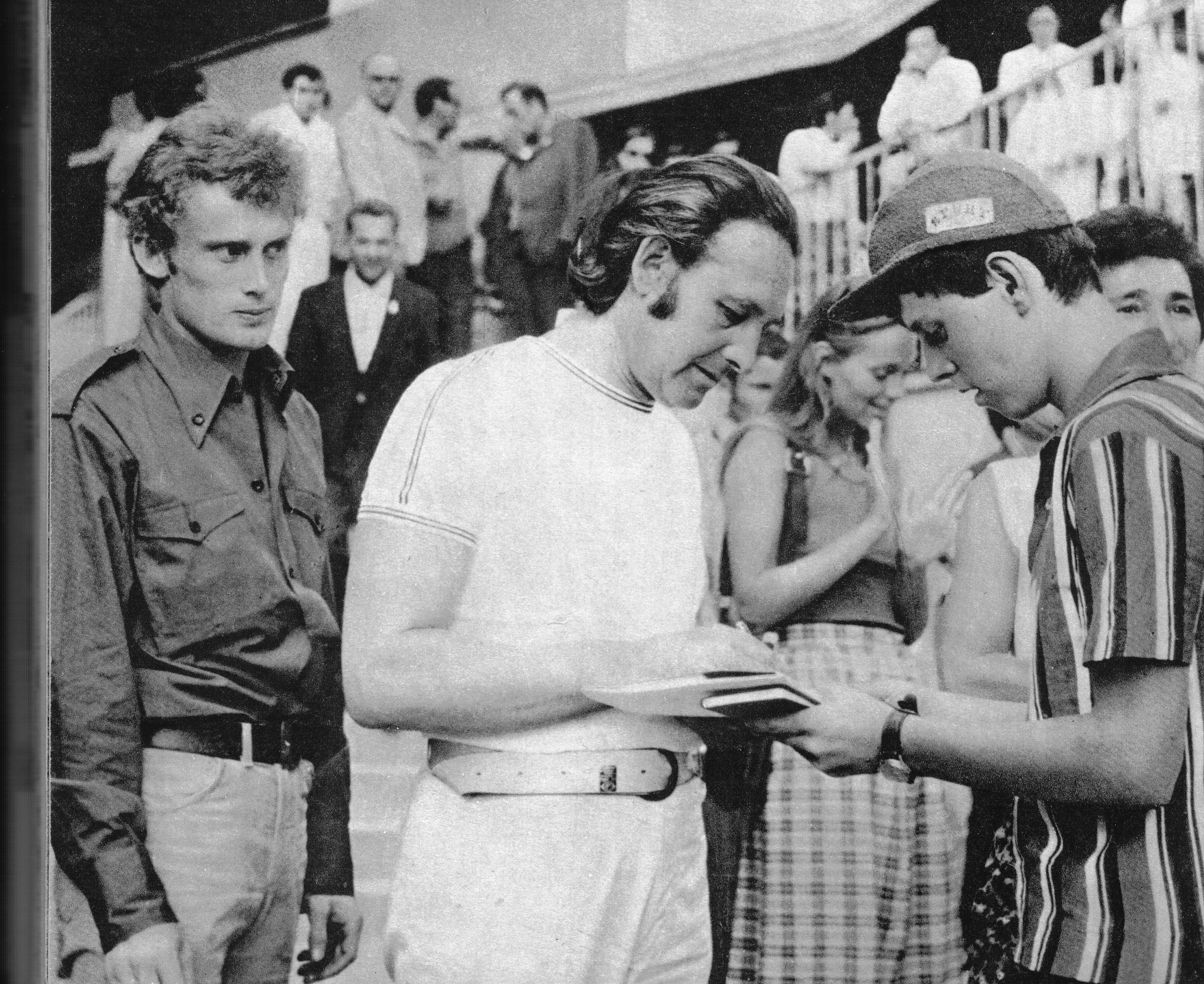
Daniel Olbrychski és Andrzej Wajda Łagówban

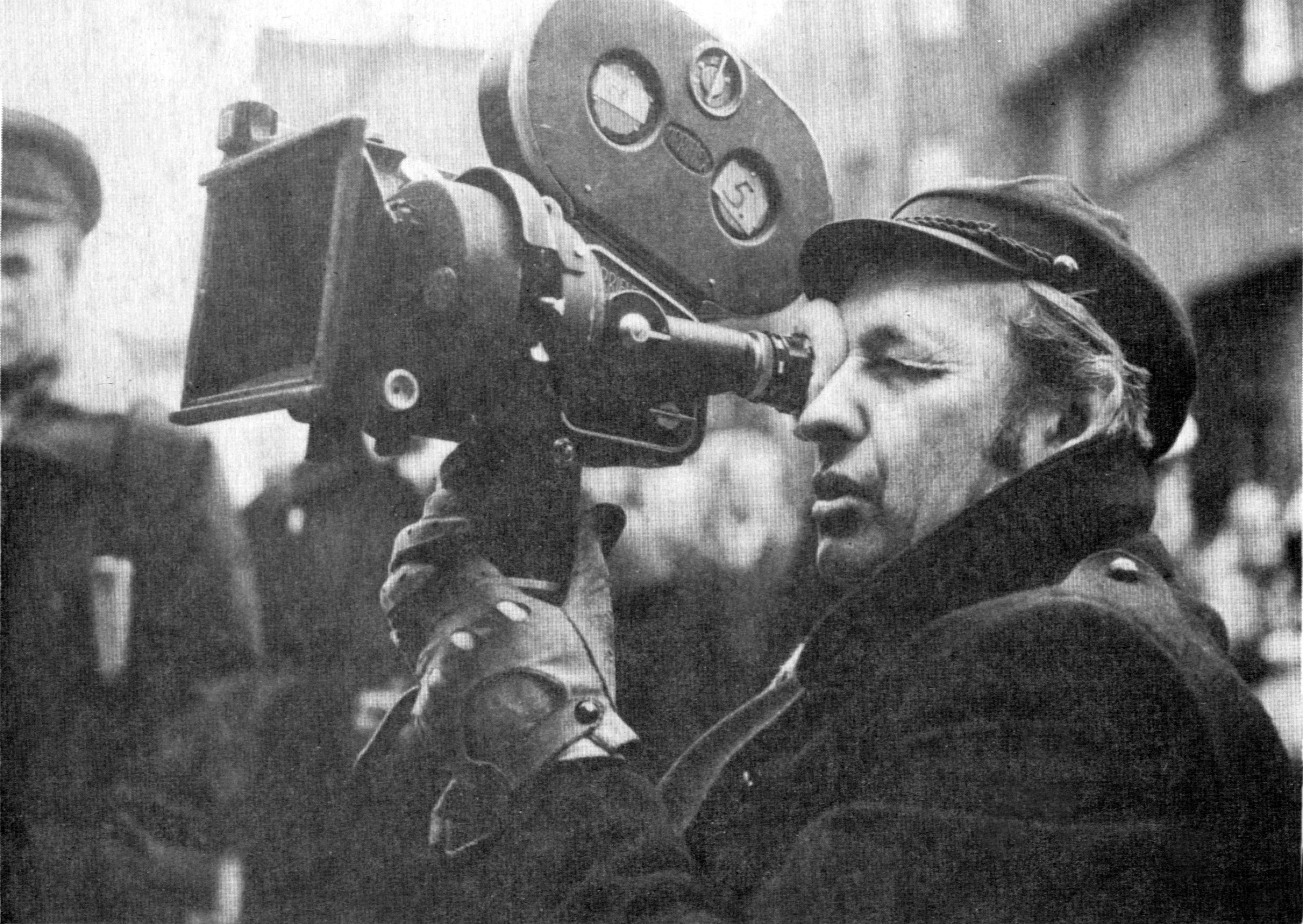
Az ígéret földje forgatásán 1974-ben

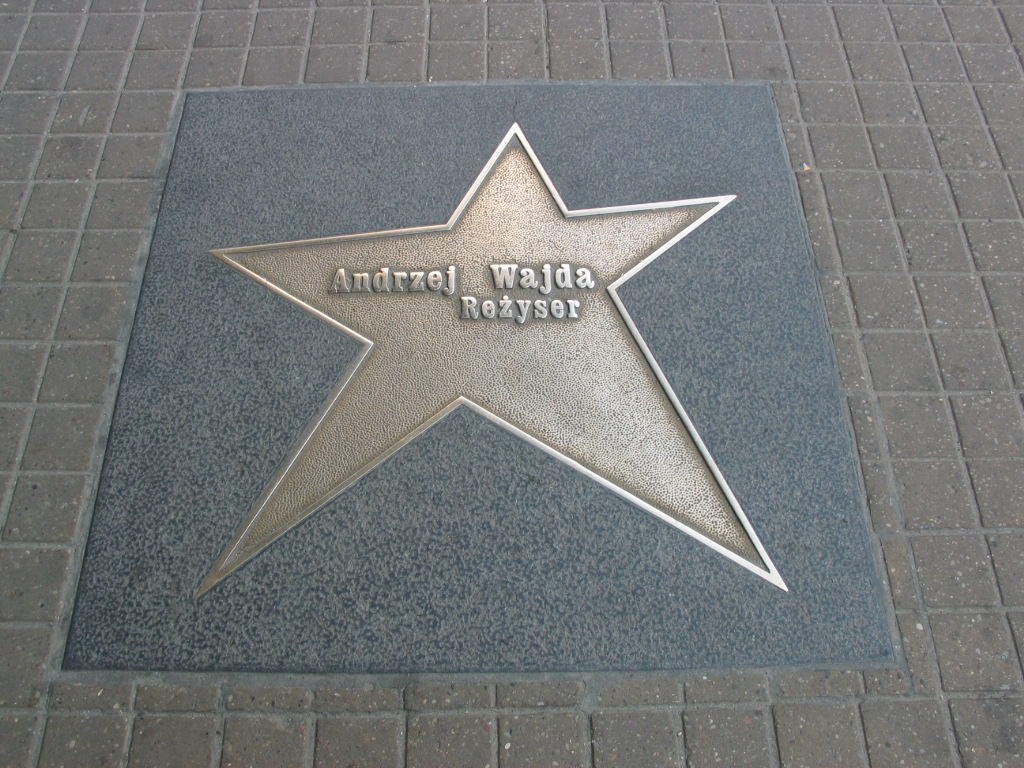
Andrzej Wajda csillaga Łódźban a Hírességek sétányán

Andrzej Witold Wajda (Suwałki, 1926. március 6. – Varsó, 2016. október 9.) BAFTA- és César-díjas lengyel filmrendező.

## Élete
Lengyelország német megszállásáig hét középiskolai osztályt tudott elvégezni. Rövid ideig egy magánfőiskolán tanult, ezzel egyidőben dolgozott raktárosként, hordárként, bognárként, lakatosként és műszaki rajzolóként. 1940-ben megölték édesapját Katinyban. 1942-től katonaként harcolt Lengyelország függetlenségéért.
Festőművésznek készült. 1946-ban kezdte meg tanulmányait a krakkói Képzőművészeti Főiskolán, de 1949-ben otthagyta és beiratkozott a łódźi filmfőiskolára, ahol 1952-ben kapott diplomát.
A lengyel iskola, vagy más néven a lengyel új hullám egyik elindítója volt. 1954. január 26-án debütált A mi nemzedékünk című filmmel, amelyért megkapta az Állami Díj III. fokozatát. 1957. április 20-án volt a Csatorna című film premierje. 1958-ban készült Hamu és gyémánt című filmje a 2. világháború utáni kultuszfilmek egyik első alkotása. A lengyel sors (Csatorna 1956, Lotna 1959, Tájkép csata után (Krajobraz po bitwie), (1970) sok filmjének központi témája. Másik vonulatot képeznek az irodalmi művekből készült nagy sikerű alkotásai: Żeromski (Légió 1965), Iwaszkiewicz (Nyírfaliget 1970, A wilkói kisasszonyok 1979), Reymont (Az ígéret földje 1974), Przybyszewska (Danton 1982). 
A lengyel irodalom legnagyobbjainak műveiből készített nagyon sikeres filmalkotásokat. Világszerte sikert aratott az 1950-es és az 1970-es éveket elemző filmjeivel (A márványember 1976, Vasember 1981). Számos filmet készített a televízió számára (Halott osztály 1977, Évek múltán, napok múlva 1980). Színházi rendezései világhírűek. A Dosztojevszkij: Ördögök című művéből, a krakkói színház művészeivel bemutatott dráma európai színháztörténeti eseménynek számított. Életművéért Oscar-díjat kapott.

## Díjak és jelölések
- 1957 – A cannes-i fesztivál zsűrijének különdíja a "Csatorna" című filmért
- 1959 – A Velencei Nemzetközi Filmfesztivál FIPRESCI-díja a "Hamu és gyémánt" című filmért
- 1971 – A milánói Cineteca Italiana NFF. Arany Globusz-díja a "Tájkép csata után" című filmért
- 1971 – A Moszkvai Nemzetközi Filmfesztivál Aranyérme a "Nyírfaliget" című filmért
- 1972 – A Kolombói NFF I. díja a "Tájkép csata után" című filmért
- 1972 – A Valladolidi NFF életmű-érme
- 1973 – A San Sebastián-i Nemzetközi Filmfesztivál Ezüst Kagyló díja "A menyegző" című filmért
- 1975 – A Moszkvai Nemzetközi Filmfesztivál Aranyérme "Az ígéret földje" című filmért
- 1975 – A Chicagoi NFF Arany Hugo-díja "Az ígéret földje" című filmért
- 1975 – A milánói Cineteca Italiana NFF Arany Pecsétje a "Nyírfaliget" című filmért
- 1975 – A Valladolidi NFF Arany Kalász-díja "Az ígéret földje" című filmért
- 1978 – A Cartagenai NFF rendezői díja "Az ígéret földje" című filmért
- 1978 – Az Avellinoi NFF I. díja "Az ígéret földje" című. filmért
- 1978 – Premio David di Donatello
- 1978 – A cannes-i fesztivál FIPRESCI-díja "A márványember" c. filmért
- 1979 – A Belgrádi FEST fődíja "A márványember" című filmért
- 1979 – A cannes-i fesztivál Összevont Zsűrijének Díja az "Érzéstelenítés nélkül" című filmért
- 1979 – A La Rochelle-i NFF életmű-díja
- 1980 – A Cartagenai NFF kritikusi különdíja "A márványember" című filmért
- 1981 – A cannes-i fesztivál Arany Pálmája és az ökumenikus zsűri díja "A vasember" című filmért
- 1981 – A Belgrádi FEST Arany Pecsétje „A karmester” című filmért
- 1982 – Tiszteletbeli César – életmű-díj
- 1983 – César-díj a legjobb rendezőnek "Danton" című filmjéért
- 1983 – Louis Delluc-díj a „Danton” című filmjéért
- 1990 – A cannes-i filmfesztivál zsűrijének különdíja[forrás?] a "Korczak" című filmért
- 1990 – Európai Filmdíj – életműdíj
- 1996 – A Berlini Nemzetközi Filmfesztivál Ezüst Medve díja a "Nagyhét" című film vetítése alkalmából
- 1997 – A Troiai NFF rendezői díja a "Senki kisasszony" című filmért
- 1998 – A Velencei Nemzetközi Filmfesztivál Arany Oroszlán díja; életmű-díj
- 1999 – A Brüsszeli NFF Kristály Irisz-díja; életmű-díj
- 1999 – A berlini Freedom Film Festival Szabadság-díja
- 2000 – Oscar-díj életművéért
- 2001 – A Francia Köztársaság Becsületrendje, Főtiszti fokozat
- 2001 – A Német Szövetségi Köztársaság Érdemrendjének Nagy Érdemkeresztje
- 2006 – Az 56. Berlini Nemzetközi Filmfesztivál – Tiszteletbeli Arany Medve
- 2007 – Oscar-díj jelölés – legjobb idegen nyelvű film (Katyń)
- 2012 – A Magyar Érdemrend nagykeresztje

## Filmjei
- Költészet a filmvásznon – Andrzej Wajda (szereplő)
- Emlékszem (rendező)
- 1955 – A mi nemzedékünk (Pokolenie) (rendező)
- 1956 – Csatorna (Kanał) (rendező)
- 1958 – Hamu és gyémánt (Popiół i diament) (forgatókönyvíró, producer, rendező – (Jerzy Andrzejewski regénye alapján)
- 1959 – Lotna (forgatókönyvíró, rendező)
- 1960 – Ártatlan varázslók (Niewinni czarodzieje) (rendező)
- 1961 – A kisvárosi Lady Macbeth (Sibirska Ledi Magbet) (rendező)
- 1961 – Sámson (Samson) (forgatókönyvíró, rendező)
- 1961 – Húszévesek szerelme (L'Amour à vingt ans: a Varsó című epizód) (forgatókönyvíró, rendező)
- 1965 – A légió (Popioły) (rendező)
- 1968 – Minden eladó (Wszystko na sprzedaż) (forgatókönyvíró, rendező)
- 1968 – A Paradicsom kapuja (Gates to Paradise)
- 1969 – Légyfogó (rendező)
- 1970 – Tájkép csata után(wd) (Krajobraz po bitwie) (forgatókönyvíró, rendező)[25][26]
- 1970 – Nyírfaliget (Brzezina) (forgatókönyvíró, rendező)
- 1972 – Menyegző (Wesele) (rendező)
- 1972 – Pilátus és a többiek (Pilatus und andere – Ein Film für Karfreitag) (tévéfilm)
- 1975 – Az ígéret földje (Ziemia obiecana) (rendező, forgatókönyvíró)
- 1976 – Szélcsend (Smuga cienia) (rendező forgatókönyvíró)
- 1977 – A márványember (Człowiek z marmuru) (producer, rendező)
- 1978 – Érzéstelenítés nélkül (Bez znieczulenia) (forgatókönyvíró, rendező)
- 1979 – A wilkói kisasszonyok (Panny z Wilka) (rendező)
- 1980 – A karmester (Dyrygent) (rendező)
- 1981 – A vasember (Człowiek z żelaza) (rendező)
- 1982 – Danton (rendező)
- 1983 – Szerelem Németországban (Eine Liebe in Deutschland) (forgatókönyvíró, rendező)
- 1986 – Szerelmi krónika (Kronika wypadków miłosnych) (forgatókönyvíró, rendező)
- 1988 – Ördögök (Les possédés) (forgatókönyvíró, rendező)
- 1990 – Korczak (rendező)
- 1993 – Gyűrű koronás sassal (The Ring With the Crowned Eagle) (rendező, forgatókönyvíró)
- 1995 – Nagyhét (Wielki tydzien) (rendező, forgatókönyvíró)
- 1996 – Senki kisasszony (Panna Nikt) (rendező)
- 1999 – Pan Tadeusz (forgatókönyvíró, rendező)
- 2002 – A bosszú (Zemsta) (rendező, forgatókönyvíró)
- 2002 – Megtört hallgatás (Broken Silence) (rendező)
- 2007 – Katyń (rendező, forgatókönyvíró)
- 2009 – Tatarak (rendező, forgatókönyvíró)
- 2013 – Wałęsa – A remény embere (Man of Hope) (rendező, forgatókönyvíró)
- 2016 – Emlékképek (Powidoki) (rendező, forgatókönyvíró)

## Akikkel a legtöbbször együtt dolgozott
- Daniel Olbrychski (7 filmben)
- Andrzej Seweryn (6 filmben)
- Zbigniew Cybulski (5 filmben)
- Edward Kłosiński (5 filmben)
- Allan Starski (4 filmben)
- Bogusław Linda (3 filmben)
- Agnieszka Holland (3 filmben)

## Magyar nyelvű kötetek
- Vasember. Forgatókönyv; forgatókönyv Aleksander Scibor Rylski, rend. Andrzej Wajda; ABC Független, Bp., 1985 (Kelet-európai népek sorsközössége az irodalomban)
- Vasember. Forgatókönyv; forgatókönyv Aleksander Scibor Rylski, rend. Andrzej Wajda; 2. bőv. kiad.; ABC Független, Bp., 1985
- Aleksander Ścibor-Rylski: A márványember. Andrzej Wajda filmjének irodalmi forgatókönyve; ford. Varsányi Mária; Magvető, Bp., 1987 (Rakéta Regénytár)
- Aleksander Ścibor-Rylski: A Vasember; rend. Andrzej Wajda, ford., interjúk, életrajzok Pap Pál, előszó Marx József; Magyar Filmintézet, Bp., 1989
- Visszaforgatás; Kelenföld, Bp., 1990
- A film és más hívságok; ford. Éles Márta; Osiris, Bp., 2002 (Osiris könyvtár. Film)
- Slomo-Zanvl Rappaport (An-Ski): Dybuk. Világok határán. Héber kabbalista legenda három felvonásban; ford. Harsányi Zsolt, előszó Anna Madeyska-Pawlikowska / Andrzej Wajda: Titkok világa. Vázlatok egy rendező jegyzetfüzetéből; Austeria, Krakkó–Bp., 2008
- Pörös Géza: Hamvak és gyémántok. Andrzej Wajda filmjeiről; Nap, Budapest, 2023